# Азербайджан в составе Российской империи
В результате военных конфликтов 1804-1813, 1826-28 годов территория нынешней Азербайджанской Республики перешла в состав Российской Империи.
На момент вхождения в состав Российской Империи территория современного Азербайджана представляла собой конгломерат нескольких ханств, расположенных в Закавказье. Период нахождения территории в составе Российской Империи охватывает с 1804 по 1918 год.

## История
На территорию современного Азербайджана была распространена денежная система Российской Империи. Денежные системы, существовавшие на территории различных ханств, были упразднены.
После присоединения к Российской империи сохранились существовавшие ранее феодальные отношения между беками и крестьянами.
Было проведено обследование территории и природных ресурсов края, и в 1836 году было издано «Обозрение российских владений за Кавказом в статистическом, этнографическом, топографическом и финансовом отношениях».
Происходил рост населения городов. К 1824 году на месте Старой Шемахи был построен новый город.

## Административно-территориальное деление

### Комендантское управление
После заключения Гюлистанского договора ханства продолжали существовать. Между ханствами существовали таможни. Взимались таможенные сборы.
3 октября 1806 года было упразднено Бакинское ханство. В период с 1804 по 1813 год были упразднены Гянджинское, Кубинское ханства. В 1819 году было упразднено Шекинское ханство, в 1820 году — Ширванское, в 1822 году — Карабахское.
Вместо ханств образовано 6 провинций: Бакинская, Кубинская, Шекинская, Ширванская, Карабахская, Талышская, 2 округа — Елизаветпольский и Джаро-Белоканский, 2 дистанции — Казахская и Шамшадильская.
В рамках переходного периода установилась комендантская система управления. Шекинская, Ширванская, Карабахская, Талышская провинции возглавлялись военно-окружным начальником с резиденцией в Шуше. Бакинская и Кубинская провинции возглавлялись военно-окружным начальником с резиденцией в Дербенте.
Во главе каждой провинции стоял комендант. Комендант назначался Главнокомандующим на Кавказе. Коменданты провинций имели право решения всех социальных, экономических вопросов на данной территории.
Провинции делились на магалы. Магалом руководил магальный наиб, на должность которого назначались беки. Управление краем осуществлялось главнокомандующим на Кавказе.

### Реформа 1840 года
10 апреля 1840 года комендантская система управления была ликвидирована указом Николая I. Была создана Каспийская область и Грузино-Имеретинская губерния.
Область и губерния делились на уезды. Уезды делились на участки.
Каспийская область включала в себя Шемахинский, Карабахский, Шекинский, Бакинский, Губинский, Лянкаранский уезды. Центр области — г. Шемаха.
В состав Грузино-Имеретинской губернии вошли Нахичеванский, Елизаветпольский и Балакенский уезды. Центр губернии — г. Тифлис.
Уезд возглавлялся начальником уезда.
Высшая власть сохранилась у главноуправляющего на Кавказе. Был создан совет главного управления.
В 1844 году Главное управление заменило Наместничество. Учреждён титул наместника на Кавказе, который был подотчётен только царю.
14 декабря 1846 года был принят указ, по которому были ликвидированы Грузино-Имеретинская губерния и Каспийская область. Были созданы Шемахинская, Елизаветпольская губернии.

## Судебная система
Судебная система была разделена на две части — провинциальные суды и суды шариата, которые были сохранены от прежней системы управления. Суд шариата был вправе рассматривать семейные, брачные, наследственные дела. Рассмотрением споров занимался также главный казий.
Остальные вопросы рассматривались провинциальными судами. Провинциальные суды возглавлял комендант. В состав суда входил комендант и два заседателя из числа беков.
В Баку, Кубе, Гяндже действовали городские суды.
Административные и судебные дела государственных крестьян разрешались магальными наибами.
В результате реформы 1840 года были созданы губернский, областной, уездные, участковые суды. При этом, сохранились шариатские суды.
Сильное влияние имели местные обычаи.

## Полиция
10 апреля 1840 года в Баку было создано полицейское управление. Управление было подчинено Министерству внутренних дел Российской империи.
Полиция занималась охраной общественного порядка, борьбой с преступностью.
В 1867 году в Баку учреждено губернское жандармское управление полиции. Позднее оно было преобразовано в Бакинское Управление полиции.
В уездах действовали уездные управления полиции.
В черте города действовали участковые пункты полиции.
С 1882 года Бакинский уезд делился на Бакинский, Маштагинский, Сарайский, Балаханско-Сабунчинский, Кешлинский, Бибихейбатский участковые пункты.
Действовали квартальные смотрители, городовые.
В 1897 году было создано Бакинско-Сабунчинское  полицмейстерство.
28 октября 1906 года Бакинское Управление полиции преобразовано в  Бакинское  Полицмейстерское  Управление. Действовала портовая, розыскная, уголовная полиция.
В сентябре 1911 года создано бюро антропометрии и дактилоскопии.

## Религия
Во главе духовенства стоял главный казий.

## Переселенческая политика
С 1818 года в Елизаветпольской губернии в местах Еленендорф и Анненфельд была размещена группа немецких переселенцев из Вюртемберга в составе 300 семей.

## Экономика
См. также История экономики Азербайджана
В начале 19 века господствовало натуральное хозяйство. Главной отраслью хозяйства являлось сельское хозяйство, в основном выращивание зерна. Развивалось шелководство, ремёсла, добыча нефти посредством нефтяных колодцев, добыча соли. Выращивали шафран. Развивалось ковроткачество.
Осуществлялась добыча железной руды, меди, свинца, квасцового камня. В Казахской дистанции добывался серный колчедан. В 1855-56 году введён в эксплуатацию медеплавильный завод в Кедабеке.
Развивалась также торговля. Торговый оборот Баку в начале 19 века с 500 тыс. руб. в год в 1810 году вырос до 3 млн руб. в год в 1828 году.
Флот включал в себя 60 парусных судов общей грузоподъёмностью до 120 тыс. пудов. В середине 1840-х годов установлено пароходное сообщение между Баку и Астраханью. В 1849 году создано общество «Кавказ и Меркурий».
Развивался импорт и экспорт посредством купцов. В октябре 1821 года введён льготный таможенный тариф, по которому таможенная пошлина на ввозимые товары составила 5 %. Экспортировался шёлк, марена, лекарственные растения, пряности, нефть, соль, шафран.
В сельском хозяйстве развивалось выращивание пшеницы, ячменя, риса. В конце 1840-х годов в 6 уездах существовало более 21 тыс. фруктовых садов. В 1836 году было создано Общество по распространению в Закавказье шелководства и торговой промышленности. Действовала Царьабадская шелкомотальная мануфактура в Шеки, шёлкоткацкое производство в Шемахе, Каспийской области.
В 1848 году была пробурена первая нефтяная скважина. Осуществлялось производство керосина.
Основным занятием города являлось ремесло и торговля. Открывались торговые дома купцов для торговли с Ираном.
В результате денежной реформы в России 1839—1843 годов единственным средством обращения на территории всей Российской Империи, в том числе на территории восточного Закавказья, стала русская серебряная монета.

### Землевладение
Земля принадлежала бекам и агаларам. Беки имели наследственное право на земли, которые находились в их потомственном владении. Разрешалась продажа, дарение и иные сделки с землёй. Сделки с землёй разрешалось проводить только между высшими сословиями. Соответственно, крестьяне не обладали данными правами. Права высшего сословия были подтверждены рескриптом от 6 декабря 1846 года.
При этом, бекам и агаларам не разрешалось занимать государственные должности и участвовать в управлении краем.
Правительство стремилось установить государственную собственность на землю. Постепенно земельные участки обращались в государственную собственность и сдавались феодалам на откуп и в аренду, включая земли для посевов и земли для пастбищ. При пожаловании земель феодалам предоставлялось не право собственности на землю, а право взимания ренты, которая выплачивалась в виде доли от урожая крестьян.
В отношении земель действовали мюльк, тиюль (виды феодальной ренты).
К концу 1820-х годов в государственной собственности находилось основное количество земель.
Земли сдавались также в аренду крестьянам. Согласно Поселянским положениям 1847 года крестьянам было предоставлено землевладение. Каждому крестьянину старше 15 лет предоставлялся надел земли размером 5 десятин. Крестьянин был откреплен от бека, и получил право переселения на новые места жительства.

## Население
| Год         | 1832 | 1850  |
| ----------- | ---- | ----- |
| Численность | 700  | 1 000 |

| Год         | 1832 | 1850 | 1856 |
| ----------- | ---- | ---- | ---- |
| Численность | 70   | 95   | 110  |

90 % населения проживало в деревне. Из 700 тыс. населения в 1832 году только 70 тыс. проживало в городах. Крупные города (с населением более 10 000 чел.) — Шемаха, Шуша, Нуха, Гянджа.

## Образование
В декабре 1848 года учреждён Кавказский учебный округ. В состав округа входили в числе других Бакинская, Елизаветпольская, Эриванская губернии, Закаспийская область, Закатальский округ.

## Сословия
После присоединения к России сохранилось сословное разделение и феодальный характер общественных отношений. Сословия состояли из беков, агаларов, крестьян.
Агалары являлись феодалами.
Феодально-зависимые крестьяне делились на государственных и принадлежащих феодалам. Крестьяне делились на раятов, ранджбаров, акеров, нукеров.
Постепенно крестьяне (раяты и ранджбары), находившиеся в феодальной зависимости от ханов и беков, перешли в категорию государственных крестьян. Деревни, в которых проживали данные крестьяне, получили статус государственных. Управление государственными деревнями осуществлялось Экспедицией казённых экономических дел.

## Меры веса, расстояний
Внедрены единые меры длин и весов. Мерой веса являлись: 
- тагар - 83,2 кг
- батман
- пуд

Меры расстояния:
- фарсах

## Налоги
Действовали таможенные пошлины (рахбары), подати, отработочная рента, натуральные подати, денежные и отработочные повинности.
С населения взимались подати. Подати могли быть отданы на откуп. Частновладельческие крестьяне уплачивали подати и сборы как феодалам, так и государству, тогда как государственные крестьяне уплачивали сборы только государству.
Частновладельческие крестьяне осуществляли работы на феодала, выплачивали мал джахат, сальяна, даргалыг, байрамлыг, джут пулу, багбаши, чопбаши, мирзаяна, бигяр, эврез и иные выплаты. Оплата осуществлялась долями урожая.
Позднее множество мелких сборов отменили, заменив двумя окладными сборами.
В 1836 году был отменён рахдар — внутренний таможенный сбор.